# Трешня (приток Мочи)
Трешня — река в Троицком административном округе Большой Москвы, правый приток Мочи.

## Описание
Длина — 11 км. Река берёт начало к югу от деревни Чернецкое, рядом с платформой «274 километр» Большого кольца МЖД, пересекая ж/д путь. Течёт по равнинной местности в северо-восточном направлении до деревни Юрово. В районе этой деревни, а также Свитино на ней образованы два пруда. После них река течёт почти строго на север, впадает в Мочу к юго-западу от Клёнова.

## Пруды
Пруды, образованные на реке, славятся экологической чистотой и обилием рыбы, что делает их популярными у рыбаков. В прудах встречается плотва, окунь, лещ, щука, иногда — карась, линь.

## Населённые пункты
- Чернецкое
- Вяткино
- Жохово
- Юрово
- Зыбино
- Свитино